# Liste chinesischer Koranübersetzungen
Dies ist eine Liste chinesischer Koranübersetzungen. Die gewöhnliche chinesische Bezeichnung für den Koran ist Gulanjing (古蘭經 / 古兰经,  Gǔlánjīng), eine weitere Kelanjing (可蘭經 / 可兰经,  Kělánjīng). Die Liste ist chronologisch sortiert, sie enthält auch Teilübersetzungen. Neben den Titeln und Übersetzern werden auch Verlag und Verlagsort aufgeführt.

## Übersicht
- Tianfang zhisheng shilu 天方至圣实录 von Liu Zhi 刘智 (ca. 1660–ca. 1745), 1724, enthält drei übersetzte Suren (1, 103 und 110)
- Baoming zhenjing zhijie 宝命真经直解 von Ma Fuchu 马复初 (= Ma Dexin 马德新) (1791–1872), nur fünf Teilbände (juan) erhalten
- Jing Han zhujie heting 经汉注解赫听, Auswahlübersetzung, 1866
- Baoming zhenjing 宝命真经, Auswahl-Übersetzung von Ma Kuilin 马魁麟 und Yang Deyuan 杨德元, 1919
- Tianjing yijie 天经译解, Li Tingxiang 李廷相, 1924, Beiping Niujie Qingzhen shubaoshe 北平牛街清真书报社
- Kelanjing 可兰经, Li Tiezheng  李铁铮, 1927, Beiping Zhonghua yinshuachang 北平中华印刷厂, übersetzt aus Kamoto Ken'ichis japanischer Version unter Heranziehung von Rodwells englischer Version
- Hanyi gulanjing 汉译古兰经, Ji Juemi 姬觉弥 (1885–1964), 1931, Shanghai guangcang xuejiong 上海广仓学窘
- Gulanjing yijie 古兰经译解, Wang Wenqing 王文清, 1932, Beiping Zhongguo huijiao jujinhui 北平中国回教俱进会
- Gulanjing yijie 古兰经译解, Wang Jingzhai 王静斋, 1942, Ningxia 宁夏
- Kelanjing Hanyu 可兰经汉语, Liu Jinbiao 刘锦标, 1943, Beiping Xinmin yinshuju北平新民印书局
- Gulanjing yijie 古兰经译解, Wang Jingzhai 王静斋, 1946, Shanghai Yongxiang yinshuguan 上海永祥印书馆
- Gulanjing dayi 古兰经大义, Yang Jingxiu 杨敬修 (= Yang Zhongming 杨仲明), 1947, Beiping Yisilan chuban gongsi 北平伊斯兰出版公司
- Gulanjing yijie 古兰经译解, Shi Zizhou 时子周, 1958, Taibei Huijiao yanjiusuo 台北回教研究所
- Gulanjing 古兰经, Ma Jian 马坚, 1981, Zhongguo shehui kexue chubanshe 中国社会科学出版社
- Gulanjing yunyi 古兰经韵译, Lin Song 林松, 1988, Zhongyang minzu daxue chubanshe 中央民族大学出版社
- Duizhao xiangzhu gulanjing 对照详注古兰经, Tong Daozhang 仝道章, 1989, Nanjing Yilin chubanshe 南京译林出版社
- Gulanjing 古兰经, Zhou Zhongxi 周仲羲, 1990, Xinjiapo Jiayi caiyin gongsi 新加坡佳艺彩印公司
- Gulanjing 古兰经, Ma Zhenwu 马振武, 1995, Beijing Zongjiao wenhua chubanshe 北京宗教文化出版社
- Gulanjing xinyi 古兰经新译, Shen Xiahuai 沈遐淮, 1996, Taibei Xinwenfeng chuban gongsi 台北新文丰出版公司
- Gulanjing yizhu 古兰经译注, Li Jingyuan 李静远, Aug. 2005, Shijie Huaren chubanshe 世界华人出版社印
- Gulanjing yizhu 古兰经译注, Ma Jinpeng 马金鹏, Okt. 2005, Ningxia renmin chubanshe 宁夏人民出版社
- Gulanjing yizhu 古兰经译注, Ma Zhonggang 马仲刚, Dez. 2005, Zongjiao wenhua chubanshe 宗教文化出版社